# بابلو فينستين
بابلو فينستين (بالإسبانية: Pablo Vainstein) مواليد 18 يوليو 1989، هو لاعب كرة يد أرجنتيني يلعب كجناح أيمن. يلعب حاليا مع نادي إنكانتادا لكرة اليد ويحمل الرقم 5. مثل منتخب الأرجنتين لكرة اليد. شارك في دورة الألعاب الأولمبية الصيفية سنة 2016.

## سجل المنافسة
شارك في البطولات التالية:
- بطولة العالم لكرة اليد للرجال 2017
- الألعاب الأولمبية الصيفية 2016

## روابط خارجية
- بابلو فينستين على موقع أوليمبيديا (الإنجليزية)
- بابلو فينستين على موقع اللجنة الأولمبية الأرجنتينية (الإسبانية)